# Янджоу
Янджоу (още се среща, опростен китайски: 扬州; традиционен китайски: 揚州; пинин: Yángzhōu) е град в провинция Дзянсу в Източен Китай. Разположен е на река Яндзъ. Янджоу е с население от 1 151 300 жители (2007 г.) и площ от 988,81 км2. Пощенските му кодове са 225000, 225100 за централната част и 225200, 225600, 225800 за други райони.
Градът разполага с пристанище и е важен транспортен център. Развити са хранително-вкусовата и текстилната промишлености.

## Побратимени градове
- Балашиха, Русия
- Бреда, Холандия
- Колчестър, Великобритания
- Разград, България
- Римини, Италия